# Un bellissimo paese
Un bellissimo paese (The Beautiful Country), distribuito in italiano anche come Beautiful Country, è un film del 2004 diretto da Hans Petter Moland.
Il canale televisivo Cult lo ha trasmesso in prima TV italiana il 20 giugno 2010.

## Trama
Binh, dopo essersi ricongiunto con la madre a Ho Chi Minh, a causa di un incidente sul lavoro è costretto a fuggire. Compirà un viaggio che lo porterà, dopo vari avvenimenti e incontri, fino in Texas, alla ricerca del suo vero padre, un americano.